# Dahala Khagrabari

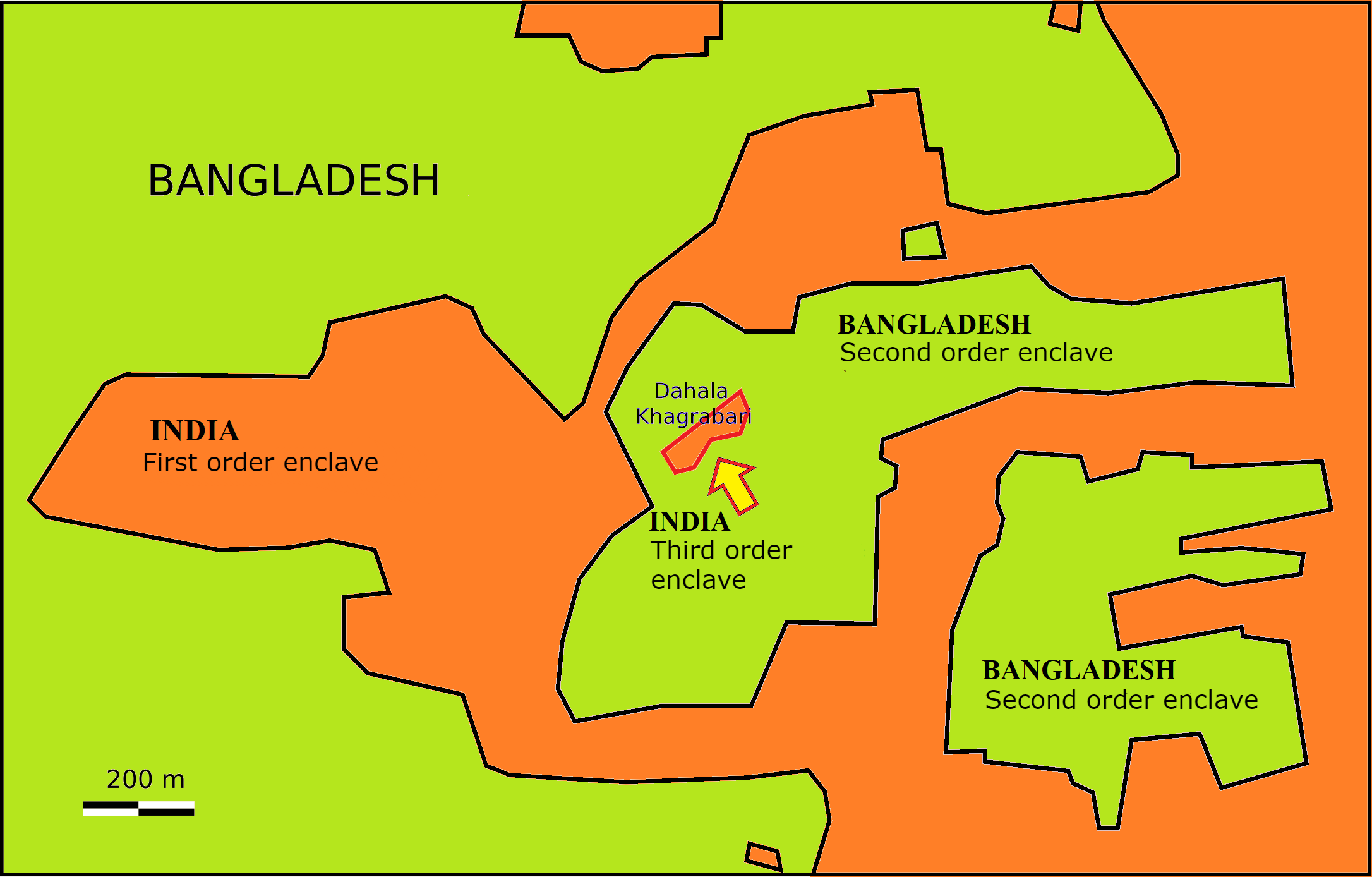
Dahala Khagrabari era o único enclave de terceira ordem no mundo.

Dahala Khagrabari (#51) (bengali: দাহালা খাগড়াবাড়ী (#৫১)) foi um enclave indiano localizado na fronteira Bangladesh–Índia pertencente ao distrito de Cooch Behar no estado de Bengala Ocidental. Isto foi um pedaço da Índia dentro de um pedaço do Bangladesh dentro de um pedaço da Índia dentro do Bangladesh, fazendo-o no único enclave de terceira ordem no mundo até 1 de agosto de 2015, quando foi cedido ao Bangladesh.
Com 7,000 metros quadrados (1.7 hectares)- aproximadamente do tamanho de um campo de futebol- foi um dos mais pequenos enclaves Índia-Bangladesh: 106 exclaves indianas dentro do Bangladesh e 92 exclaves bangladeshi dentro da Índia.

## Visão geral
Dahala Khagrabari (#51) foi completamento cercado pela vila bangladeshi de 'Upanchowki Bhajni, 110' em si contida na vila indiana de Balapara Khagrabari, em si contida dentro de Debiganj, Divisão Rangpur, Bangladesh. Assim, Dahala Khagrabari foi o enclave de um enclave de um enclave. Na prática, era um pedaço de terra usado para agricultura e não era habitável. Foi separado por alguns metros da terra bangladeshi do seu enclave indiano de primeira ordem.
O dono deste enclave era um agricultor bangladeshi que vivia no enclave à volta de Dahala Khagrabari (#51).
Apesar do seu pequeno tamanho, Dahala Khagrabari (#51) não era o mais pequeno dos enclaves encontrados na fronteira Bangladesh–Índia, o mais pequeno sendo Panisala Nº. 79, um enclave indiano de 1,090 metros quadrados (0.27 hectares) na Divisão Rangpur de Bangladesh.
Por cause de falta de governação e condições pouco favoráveis enfrentadas pelos residentes dos enclaves, em setembro de 2011 os governos da Índia e do Bangladesh anunciaram a sua intenção de resolver o problema por meios de troca de 162 enclaves, dando aos residentes a escolha de nacionalidade. A 6 de maio de 2015, a Índia ratificou o Acordo de Limite Terrestre e concordou em ceder o enclave ao Bangladesh.